# 馬益臧
馬益臧，字魯卿，安徽涇縣人。清朝政治人物，同進士出身。

## 生平
道光二十七年（1847年）張之萬榜三甲進士，與沈桂芬、李鴻章、沈葆楨等同年。官安慶府教授。太平天國運動爆發後，回籍督辦團練，在芭蕉嶺被害。朝廷追贈雲騎尉世職。